# HSL 2
A HSL 2 egy normál nyomtávolságú, kétvágányú, 64 km hosszú, 25 kV 50 Hz-cel villamosított, nagysebességű vasútvonal Belgiumban Brüsszel és Ans között Leuven városon keresztül. A forgalom 2002. December 15-én indult meg. A vasút része a belga nagysebességű vasúthálózatnak. Jelenleg Thalys és ICE 3 motorvonatok közlekednek rajta. Engedélyezett sebesség 300 km/h.

## A vonal
2009. június 12-én nyílt meg hivatalosan Liège és a német határ közötti 42 km hosszú nagysebességű vonal. A 830 millió euróban került 250 km/h sebességű vonalat 25 kV váltakozó árammal villamosították, melyet kiegészít egy 14 kilométeres 160 km/h sebességre felújított vonalszakasz is, mely 3 kV egyenárammal villamosított, és összeköttetést teremt a nagysebességű vonal, és a hagyományos hálózat között. A vasútvonal nehéz terepeket keresztez, ezért négy vasbeton viaduktot kellett építeni, melyek közül a leghosszabb 1,3 km. A vonalon van ezen kívül egy 6,5 km hosszú alagút, Vaux-Sous-Chevremont valamint Soumagne között, mely Belgium leghosszabb vasúti alagútja. Aztán a vonal keresztezi a Hammer viaduktot, a német határ előtt, amelyet e projekt részeként felújítottak, keresztül halad a 711 m hosszú Busch alagúton Aachen felé, és továbbmegy a 160 km/h sebességre felújított vonalon. Aachen közelében a vonatok közlekedési rendje is változik balosról jobbosra.
Az új vonalat a nagysebességű nemzetközi vonatok használják. Három DB ICE vonat és 2009 decembertől a Thalys üzemében, a Párizs–Brüsszel–Köln között, naponta közlekedő hat vonatpár is e vonalon közlekedik.
Az utazási idő, Brüsszel – Köln között 19 perccel lett rövidebb, 1 óra 57 percre módosult, de az üzembe helyezés addig késett, amíg a kommunikációt az Alstom Atlas ETCS 2 szint berendezéseivel kompatibilissé nem tették.

## Lásd még
- SNCB 13 sorozat